# Jele Brückner
Jele Brückner (* 1966 in Stuttgart) ist eine deutsche Schauspielerin.

## Leben

### Ausbildung und Theater
Jele Brückner wuchs in Schwalbach am Taunus in Südhessen auf. Von 1986 bis 1989 absolvierte sie ihr Schauspielstudium an der Hochschule für Musik und Darstellende Kunst in Frankfurt am Main. Bereits vor ihrem Studienabschluss spielte sie am Schauspiel Frankfurt in Inszenierungen von Einar Schleef und Peter Palitzsch.
Ab der Spielzeit 1989/90 war Jele Brückner bis 1997 fest am Düsseldorfer Schauspielhaus engagiert, wo sie u. a. mit den Regisseuren und Regisseurinnen Werner Schroeter, Herbert König, Wilfried Minks und Kazuko Watanabe zusammenarbeitete. Zu ihren Düsseldorfer Rollen gehörten u. a. Christine in Zur schönen Aussicht, Walburga in Die Ratten (Regie: Wolf-Dietrich Sprenger), Martirio in Bernarda Albas Haus, Eva in Herr Puntila und sein Knecht Matti (Regie: Hansjörg Utzerath) und Natascha in Nachtasyl.
Es folgten ab 1997 Gastengagements am Schauspiel Bonn, am Theater Bremen sowie bei den Ruhrfestspielen Recklinghausen.
Von 2000 bis 2010 war Jele Brückner festes Ensemblemitglied am Schauspielhaus Bochum. Dort trat sie in Inszenierungen u. a. von Karin Henkel, Jorinde Dröse, David Bösch, Matthias Hartmann, Niklaus Helbling und Elmar Goerden auf. Zu ihren Bühnenrollen gehörten in dieser Zeit u. a. Nerissa in Der Kaufmann von Venedig (Regie: Georg Schmiedleitner), Sophie in Clavigo (Regie: Samuel Schwarz), Mascha in Die Möwe, Lady Capulet in Romeo und Julia, Christine Linde in Nora oder Ein Puppenheim und die Gutsbesitzerin Anna Petrowna in Platonow.
Seit Sommer 2010 ist Jele Brückner als freischaffende Schauspielerin tätig. Sie hatte in den folgenden Jahren Theaterengagements u. a. am Centraltheater Leipzig (2010), am Theater Dortmund (u. a. in der Spielzeit 2010/11, als die ehemalige Geliebte Marwood in Miss Sara Sampson, Regie: Christoph Mehler), am Schauspiel Bonn (2011), am Schauspiel Essen (2011, 2014), am Staatstheater Mainz (2012–2014, regelmäßig als Gast), am Stadttheater Klagenfurt (2015), am Staatstheater Darmstadt (2015–2016) und am Theater Bregenz (2016, 2017).
In der Spielzeit 2017/18 verkörperte Brückner am Ernst-Deutsch-Theater in Hamburg in einer Inszenierung von Mona Kraushaar die Königin Elisabeth in Maria Stuart an der Seite von Julia Richter in der Titelrolle.
Für ihre Darstellung der Elisabeth I. wurde Brückner 2018 mit dem Rolf-Mares-Preis in der Kategorie „Herausragende Darstellerin“ ausgezeichnet.
In der Spielzeit 2018/19 gastiert sie am Schauspielhaus Bochum als „divenhafte“ Mutter Ellinor de Guienne in der szenischen Uraufführung des Feuchtwanger-Romans Die Jüdin von Toledo.

### Fernseharbeiten
Neben ihrer umfangreichen Theaterarbeit, die den Schwerpunkt ihres darstellerischen Wirkens bildet, stand Brückner immer wieder auch für TV-Produktionen vor der Kamera. Sie hatte u. a. Episodenrollen in den Fernsehserien Rentnercops (2015), SOKO Köln (als Ehefrau und Zeugin, an der Seite von Stephan Kampwirth) und Heldt (2018).
Im Juli 2018 war sie in der Krankenhausserie In aller Freundschaft – Die jungen Ärzte in einer Episodenhauptrolle zu sehen; sie verkörperte die Patientin Iris von Herder, die die Serienhauptfigur Dr. Franziska Ruhland (Gunda Ebert) „offensiv anflirtet“. Eine dramatische Episodenhauptrolle hatte sie in der Auftaktfolge der 13. Staffel der ZDF-Serie Der Kriminalist; darin spielte sie aus der DDR geflüchtete Hanna Spielmann, die Mutter einer jungen Kunststudentin, die herausfindet, dass ihre Tochter mit einem ehemaligen Grenzpolizisten liiert ist, der ihr eigener Vater ist. In der 14. Staffel der ZDF-Serie Der Staatsanwalt (2019) übernahm Brückner eine der Episodenrollen als Schwester eines Wiesbadener Unternehmensberaters, deren Lebensgefährte bei einem „manipulierten“ Verkehrsunfall zu Tode kommt. In der 7. Staffel der ZDF-Serie Ein Fall für zwei (2021) spielte Brückner eine dramatische Episodenhauptrolle als Ehefrau eines getöteten Polizeikommissars.

### Sprecherin, Dozentin, Privates
Brückner tritt regelmäßig bei szenischen Lesungen und Rezitationsabenden auf, u. a. mit Texten von Alice Munro und Dante Alighieri. Für die Verlagsgruppe Randomhouse nahm sie Anna Gavaldas Erfolgsroman Ich habe sie geliebt als Hörbuch auf.
Seit 1995 ist sie beim Hörfunk auch umfangreich als Hörspielsprecherin tätig.
Von 2016 bis 2018 war sie Dozentin für Schauspiel an der Folkwang Universität der Künste. Sie lebt in Bochum.

## Theater
Schauspielhaus Bochum (seit 2000)
- Philosophie im Boudoir (2018), Rolle: Saint Ange, Regie: Herbert Fritsch
- Rausch (2000–2005), Rolle: Jeanne, Regie: Karin Henkel
- Romeo und Julia (2000–2005), Rolle: Lady Capulet, Regie David Bösch
- Die Möwe (2000–2005), Rolle: Mascha, Regie: Elmar Goerden
- Der Hauptmann von Köpenick (2000–2005), Rolle: Mathilde Obermüller, Regie: Matthias Hartmann
- Clavigo (2000–2005), Rolle: Sophie, Regie: Samuel Schwarz
- Der Kaufmann von Venedig (2000–2005), Rolle: Nerissa, Regie: Georg Schmiedleitner
- Platonov (2005–2010), Rolle: Anna Petrowna, Regie: Jorinde Dröse
- Nora (2005–2010), Rolle: Christine Linde, Regie: Elmar Goerden
- Fasten Seat Belts (2005–2010), Rolle: Anett, Regie: Christian Tschirner
- Sanft und grausam (2005–2010), Rolle: Rachel, Regie: Wilfried Minks
- Die Jüdin von Toledo (seit 2018), Rolle: Ellinor de Guienne, Ephraim, Regie: Johan Simons
- Iphigenie (2019–2020), Rollen: Klytämnestra und Agamemnon, Regie: Dusan David Parizek
- Iwanow (seit 2020), Rolle: Anna Petrowna, Regie: Johan Simons
- Wer hat Angst vor Virginia Woolf? (2023–2024), Rolle: Martha, Regie: Guy Clemens

Düsseldorfer Schauspielhaus
- Nachtasyl (1990–1996), Rolle: Natascha, Regie: Herbert König
- Worte Gottes (1990–1996), Rolle: Simonina, Regie: Werner Schroeter
- Totentanz (1990–1996), Rolle: Judith, Regie: Werner Schroeter
- Herr Puntila und sein Knecht Matti (1990–1996), Rolle: Eva, Regie Hans-Jörg Utzerath
- Bernarda Albas Haus (1990–1996), Rolle: Martirio, Regie: Kazuko Watanabe
- Die Ratten (1990–1996), Rolle: Walburga, Regie: Wolf-Dietrich Sprenger
- Zur schönen Aussicht (1990–1996), Rolle: Christine, Regie Herbert König

Schauspiel Bonn
- Der Kirschgarten (2013), Rolle: Ranewskaja, Regie: Klaus Weise
- Die Verschwörung des Fiesco zu Genua (1997–1999), Rolle: Berta, Regie: Dietrich Hilsdorf
- Ein Volksfeind (2011–2012), Rolle: Katrine Stockmann, Regie: Lukas Langhoff

Staatstheater Mainz
- Die Unerhörten (2012–2013), Rolle: Jane, Regie: Matthias Fontheim
- Liliom (2012–2013), Rolle: Frau Muskat, Regie: Jan Philipp Gloger
- Was ihr wollt (2013–2014), Rolle: Olivia, Regie: Jan Philipp Gloger
- Glaube Liebe Hoffnung (2014–2015), Rolle: Maria, Regie: Alia Luque

Schauspiel Frankfurt
- Die Mütter (1986), Rolle: Jungfrau, Regie: Einar Schleef
- Eduard II (1989), Rolle: Prostituierte, Regie: Peter Palitzsch

Vorarlberger Landestheater
- Schiff der Träume (2017), Rolle: Blinde Prinzessin, Regie: Bernd Liepold-Mosser

Centraltheater Leipzig
- Das Fest (2010–2011), Rolle: Helene, Regie: Martina Eitner-Acheampong

Ernst Deutsch Theater Hamburg
- Maria Stuart (2018), Rolle: Elisabeth, Regie: Mona Kraushaar

Festival d´Avignon
- Lenz (2016), Rolle: Die Magd, Regie: Cornelia Rainer

Ruhrtriennale
- Urban Prayers Ruhr (2016), Rolle: Schauspielerin, Regie: Johan Simons

Schauspiel Dortmund
- Miss Sara Sampson (2010–2011), Rolle: Marwood, Regie: Christoph Mehler

Schauspiel Essen
- Satt (2011–2012), Rolle: Larissa, Regie: Moritz Peters

Staatstheater Darmstadt
- Bella Figura (2015–2016), Rolle: Francoise, Regie: Bernhard Mikeska

Stadttheater Klagenfurt
- Lavant! (2015), Rolle: Christine Lavant, Regie: Bernd Liepold-Mosser

Theater Bremen
- Yerma (1997–1999), Rolle: Schwester, Regie: Konstanze Lauterbach

Ruhrfestspiele Recklinghausen
- Ion (1997–2000), Rollen: Xuthos und Ein alter Pädagoge, Regie: Hansgünther Heyme

## Filmografie
- 2004: Die Sitte: Svens Geheimnis (Fernsehserie, eine Folge)
- 2004: SK Kölsch: Das Schweigen der Männer (Fernsehserie, eine Folge)
- 2008: Marie Brand: Marie Brand und die tödliche Gier (Fernsehreihe)
- 2015: Rentnercops: Das Würfelspiel (Fernsehserie, eine Folge)
- 2015: Das Kloster bleibt im Dorf (Fernsehfilm)
- 2015: SOKO Köln: Blutspuren (Fernsehserie, eine Folge)
- 2017: Der blinde Fotograf (Kurzfilm)
- 2018: Heldt: Dinner mit Verbrechen Teil II (Fernsehserie, eine Folge)
- 2018: In aller Freundschaft – Die jungen Ärzte: Frauen von früher (Fernsehserie, eine Folge)
- 2018: Der Kriminalist: Grenzgang (Fernsehserie, eine Folge)
- 2019: Club der roten Bänder – Wie alles begann (Kinofilm)
- 2019: Der Staatsanwalt: Vergissmeinnicht (Fernsehserie, eine Folge)
- 2019: Notruf Hafenkante: Ich heiße Maja (Fernsehserie, eine Folge)
- 2021: Ein Fall für zwei: Notwehr (Fernsehserie, eine Folge)
- 2021: Tilo Neumann und das Universum (Fernsehserie)

## Auszeichnungen
- 2023: Bochumer Theaterpreis[14]